# Wilantis
Wilantis war ein privater Hörfunksender mit Sitz im Stuttgarter Stadtteil Vaihingen, der von 2004 bis 2008 existierte. Der Name, der sich aus den Silben Wi von Wissen und lantis von Atlantis bildet, wurde in der Regel mit dem Zusatz „das Wissensradio“ genannt. Das 24-Stunden-Programm bestand aus Neuigkeiten aus Wissenschaft und Technik im 15-Minuten-Takt, Nachrichten, Wirtschaft und Service zu jeder halben Stunde und einer Musikmischung, die eher auf entspanntes Hören ausgerichtet war.
Gegründet wurde der Sender auf Initiative der beiden Unternehmer Reinhold Barlian (Bartec), und Manfred Wittenstein (Wittenstein AG). Betreiber war die Radio Wilantis L.B.W. Rundfunkbetriebs GmbH & Co. KG. Sendestart war am 6. Dezember 2004 als Deutschlands erstes Wissensradio, Geschäftsführer war Wolfgang Vosseler, der 2007 von Harald Grüsser abgelöst wurde.
Wilantis sendete in Stuttgart auf der UKW-Frequenz 88,6 MHz. Darüber hinaus war Wilantis fm über DAB in allen Ballungsräumen Baden-Württembergs, in Frankfurt am Main, Halle und Magdeburg, über DVB-T in der Region Berlin-Brandenburg, verschlüsselt über Satellit in ganz Europa sowie weltweit per Internet zu empfangen. Seit 1. April 2007 war Wilantis fm durch die spodtronic-Software via UMTS/GPRS oder W-LAN weltweit auf mobilen Endgeräten (Mobiltelefonen) mit Betriebssystem Symbian OS zu empfangen.
Am 17. April 2008 stellte Wilantis fm den Betrieb aus wirtschaftlichen Gründen ein.